# منشأة أبو مليح
قرية منشأة أبو مليح هي إحدى القرى التابعة لمركز سمسطا في محافظة بني سويف في جمهورية مصر العربية. حسب إحصاءات سنة 2006، بلغ إجمالي السكان في منشأة أبو مليح 5217 نسمة، منهم 2589 رجل و2628 امرأة.